# De 25 bedste film fra 90'erne
De 25 bedste film fra 90'erne er en bog fra 1999 af filmanmelderen Bo Green Jensen, hvori han subjektivt udvælger og beskriver 25 film fra 1990'erne. Bogen er en del af Rosinantes 25-serie og den anden bog i serien skrevet af Green Jensen.

## Indhold
I værket dækkes 25 film og deres instruktør.
| Film                      | Instruktør           |
| ------------------------- | -------------------- |
| The Big Lebowski          | Joel og Ethan Coen   |
| Den blå drage             | Tian Zhuaang-zhuang  |
| Boogie Nights             | Paul Thomas Anderson |
| Brændt af solen           | Nikita Mikhalkov     |
| Crash                     | David Cronenberg     |
| Den engelske patient      | Anthony Minghella    |
| Donnie Brasco             | Mike Newell          |
| Harry - stykke for stykke | Woody Allen          |
| Jude                      | Michael Winterbottom |
| Kundun                    | Martin Scorsese      |
| Lost Highway              | David Lynch          |
| Min hemmeligheds blomst   | Pedro Almodóvar      |
| Naturel Born Killers      | Oliver Stone         |
| The Pillow Book           | Peter Greenaway      |
| Portræt af en kvinde      | Jane Campion         |
| Pulp Fiction              | Quentin Tarantino    |
| Rød                       | Krzysztof Kieslowski |
| Schindlers liste          | Steven Spielberg     |
| Seven                     | David Fincher        |
| Short Cuts                | Robert Altman        |
| The Sweet Hereafter       | Atom Egoyan          |
| Titanic                   | James Cameron        |
| Trainspotting             | Danny Boyle          |
| The Truman Show           | Peter Weir           |
| Underground               | Emir Kusturica       |